# سيث ستورس
سيث ستورس (بالإنجليزية: Seth Storrs)‏ هو قاضي ومحامي أمريكي، ولد في 24 يناير 1756 في مانسفيلد في الولايات المتحدة، وتوفي في 5 أكتوبر 1837.